# Districtes de l'Afganistan

Districtes de l'Afganistan

Això és una llista dels districtes de l'Afganistan, coneguts com wuleswali (paixtu: ولسوالۍ, o wuləswāləi; dari: شهرستان, shahrestān). Aquestes són unitats administratives de nivell secundari, un nivell per sota de les províncies. El govern afganès va publicar el seu primer mapa de districtes l'any 1973. Hi va reconèixer 325 districtes, comptant els wuleswalis (districtes), els alaqadaries (subdistrictes) i els markaz-e-wulaiyat (districtes del centre provincial). En els anys següents es van agregar districtes addicionals mitjançant divisions i alguns es van eliminar mitjançant la fusió de dos o més districtes. El juny de 2005, el govern afganès va publicar un mapa de 398 districtes. Va ser àmpliament adoptat per molts sistemes de gestió de la informació, tot i que generalment amb l'addició del districte de Sharak-e-Hayratan fent un total de 399 districtes. Una representació neta dels 399 districtes es pot trobar aquí, en una font oficial afganesa. Segueix sent l'estàndard de facto, a data de finals de 2018, malgrat un seguit d'anuncis governamentals sobre la creació de nous districtes.
L'última edició inclou 421 districtes. "Gairebé sense adonar-se'n, l'Oficina Central d'Estadístiques del país i la Direcció Independent de Gobernament Local han elaborat una llista conjunta i consolidada de quants districtes té l'Afganistan. Ha entregat aquesta llista a la Comissió Electoral Independent que l'ha utilitzat en la preparació de les eleccions, el nombre és: 387. (O 387 "districtes" i 34 "districtes del centre provincial" fent un total de 421 districtes).
La següent llista inclou districtes amb enllaços a altres pàgines de la Viquipèdia. No correspon a cap conjunt de districtes en particular, i hi manquen diversos districtes que són actualment reconeguts pel govern afganès així com d'altres que són reconeguts popularment però no oficialment.

## Geografia de l'Afganistan

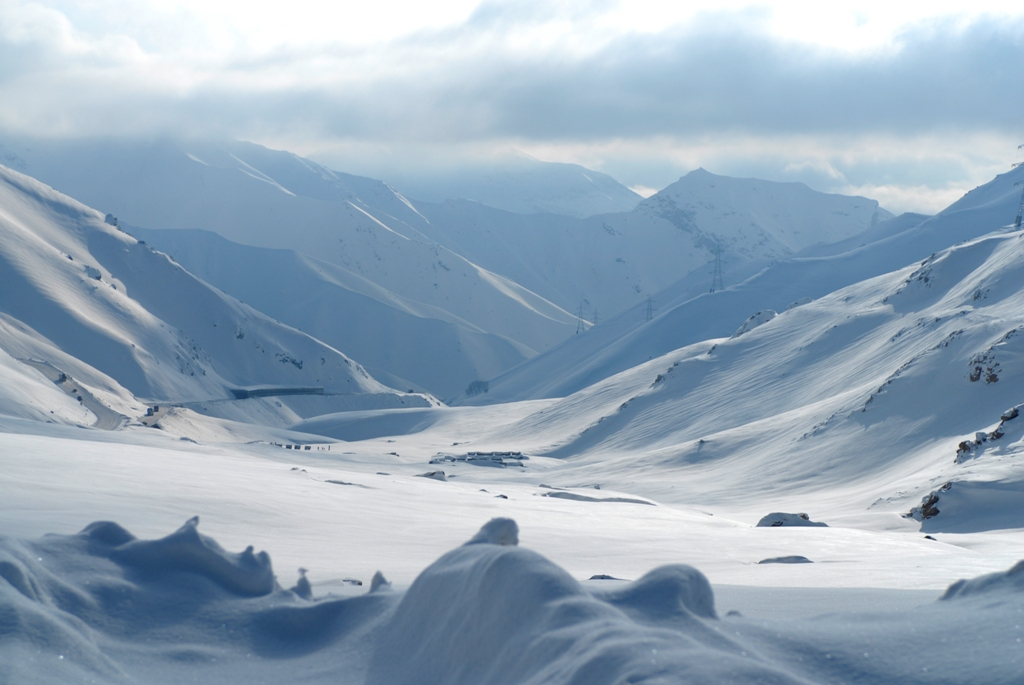
Neu a Salang, a la Província de Parwan

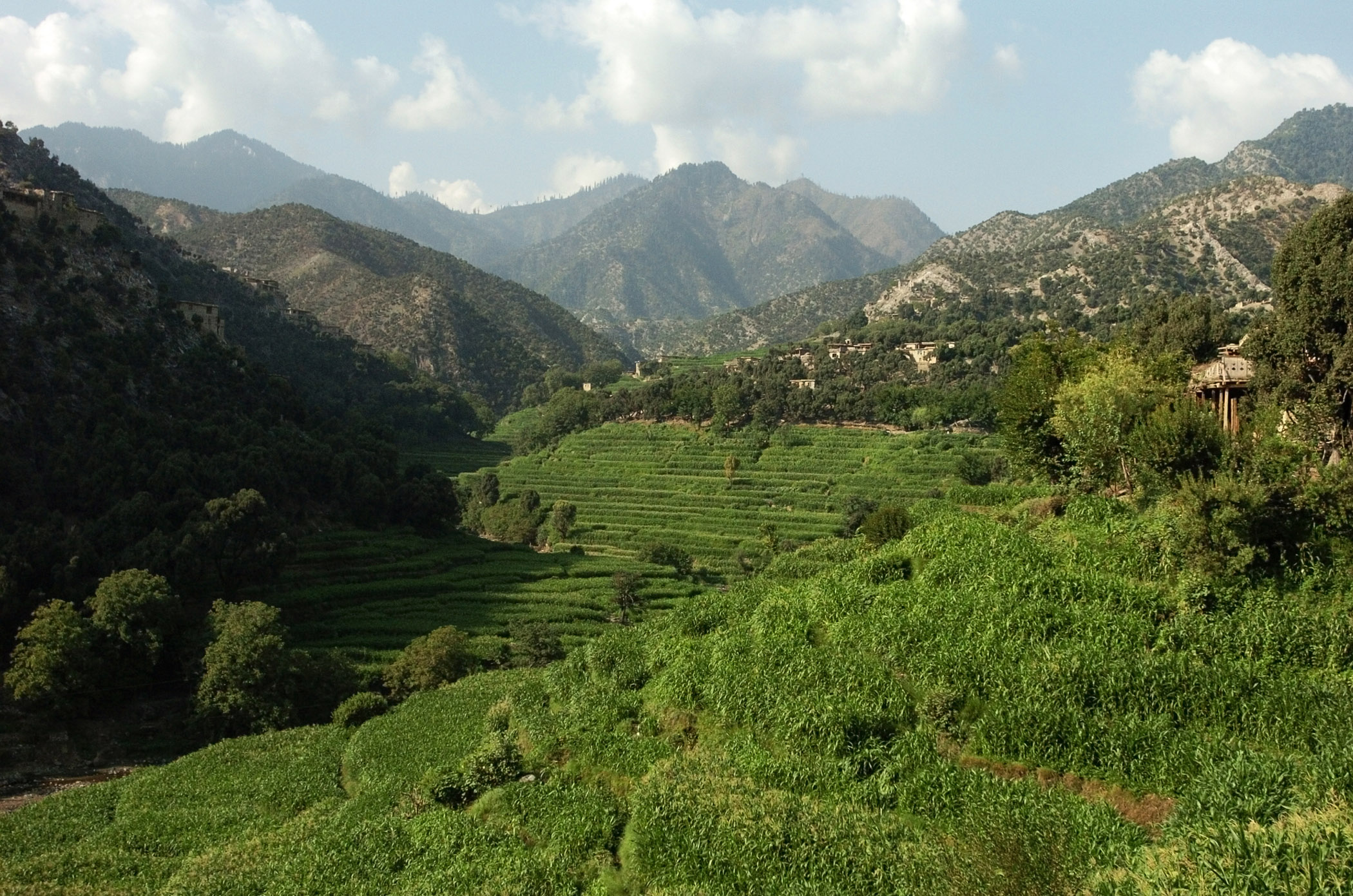
Província de Kunar

Afganistan té una superfície de 652 230 kilòmetres quadrats, dels quals aproximadament 75 % és muntanyós. De fet, les poc poblades terres altes centrals conformen la major part de l'Hindu Kush o Hindu Qûh, la principal cadena montanyosa del país i l segona més alta del món, amb diversos pics per sobre dels 6400 metres en el seu extrem oriental. El punt més elevat del país és el cim de la muntanya Noshaq, a 7485 m s. n. m.
En la regió nord-est, hi ha una activitat sísmica important que sovint causa centenars de morts. Es pot catalogar el clima com a continental extrem, amb escaces precipitacions. Una bona part del territori és desèrtic o semidesèrtic, excepte unes quantes valls fèrtils molt poblades, com la d'Herat, al nord-est. La xarxa fluvial és de tipus endorreïc, i els seus rius més importants són l'Amudarià, el Helmand i el Kabul.

## Organització territorial
Afganistan està dividida administrativament en 34 províncies (wilayes). Cada província té una capital i un governador al seu càrrec. Les províncies es divideixen en aproximadament 399 districtes, i cadascun d'ells normalment cobreix una ciutat o un cert nombre de pobles. Cada districte provincial està representat per un governador de districte.
Els governadores provincials, així com els governadors de districte, són elegits per al càrrec durant les eleccions presidencials de la nació, que tenen lloc cada cinc anys. Els governadors provincials són els representants del govern central de Kabul i són responsables de totes les qüestions administratives i formals dins de les seves províncies. El Cap de la Policia provincial és nomenat pel Ministre d'Interior a Kabul i treballa juntament amb el governador de la província, en compliment de la llei per a tots els districtes de la província.
Hi ha una excepció en la ciutat capital de Kabul, on l'alcalde és elegit directament pel President, i és completament independent del governador de Kabul.

## Nord de l'Afganistan

### Nord-est de l'Afganistan

#### Província de Badakhshan

- Arghanj Khwa - anteriorment part del Districte de Fayzabad Districte
- Argo - anteriorment part del Districte de Fayzabad
- Baharak
- Darayim - anteriorment part del Districte de Fayzabad
- Fayzabad
- Ishkashim
- Jurm
- Khash - anteriorment part del Districte de Jurm
- Khwahan
- Kishim
- Kohistan - anteriorment part del Districte de Baharak
- Kuf Ab - anteriorment part del Districte de Khwahan
- Kuran Wa Munjan
- Maimay -anteriorment part del Districte de Darwaz
- Nusay - anteriorment part del Districte de Darwaz
- Ragh
- Shahri Buzurg
- Shekay - anteriorment part del Districte de Darwaz
- Shighnan
- Shuhada - anteriorment part del Districte de Baharak
- Tagab - anteriorment part del Districte de Fayzabad
- Tishkan - anteriorment part del Districte de Kishim
- Wakhan
- Wurduj - anteriorment part del Districte de Baharak
- Yaftali Sufla - anteriorment part del Districte de Fayzabad
- Yamgan - anteriorment part del Districte de Baharak
- Yawan - anteriorment part del Districte de Ragh
- Zebak

#### Província de Baghlan
- Andarab

Districtes de Baghlan.

- Baghlan - Ara part de Baghlani Jadid Districte
- Baghlani Jadid
- Burka
- Dahana i Ghuri
- Dih Salah - anteriorment part del Districte d'Andarab
- Dushi
- Farang wa Gharu - anteriorment part del Districte de Khost Wa Fereng
- Guzargahi Nur - anteriorment part del Districte de Khost Wa Fereng
- Khinjan
- Khost wa Fereng
- Khwaja Hijran - anteriorment part del Districte d'Andarab
- Nahrin
- Puli Hisar - anteriorment part del Districte d'Andarab
- Puli Khumri
- Tala Wa Barfak

#### Província de Kunduz

Districtes de Kunduz.

- Ali Abad
- Archi
- Chardara
- Imam Sahib
- Khan Abad
- Kunduz
- Qalay-Jo-Zal
- Aaqtash
- Gul Tepa
- Kalbaad

#### Província de Takhar

Districtes de Takhar.

- Baharak - anteriorment part del Districte de Taluqan
- Bangi
- Chah Ab
- Chal
- Darqad
- Dashti Qala - anteriorment part del Districte de Khwaja Ghar
- Farkhar
- Hazar Sumuch - anteriorment part del Districte de Taluqan
- Ishkamish
- Kalafgan
- Khwaja Bahauddin - anteriorment part del Districte de Yangi Qala
- Khwaja Ghar
- Namak Ab - anteriorment part del Districte de Taluqan
- Rustaq
- Taluqan
- Warsaj
- Yangi Qala

### Nord-oest de l'Afganistan

#### Província de Balkh
- Balkh
- Chahar Bolak
- Chahar Kint
- Chimtal
- Dawlatabad
- Dihdadi
- Kaldar
- Khulmi
- Kishindih
- Marmul
- Mazar-e Sharif
- Nahri Shahi
- Sholgara
- Shortepa

Districtes de Balkh.

- Zari - anteriorment part del Districte de Kishindih

#### Província de Faryab
- Almar
- Andkhoy
- Bilchiragh
- Dawlat Abad

Districtes de Faryab.

- Gurziwan - anteriorment part del Districte de Bilchiragh
- Khani Chahar Bagh
- Khwaja Sabz Posh
- Kohistan
- Maymana
- Pashtun Kot
- Qaramqol
- Qaysar
- Qurghan - anteriorment part del Districte d'Andkhoy
- Shirin Tagab

#### Província de Jowzjan
- Aqcha
- Darzab
- Fayzabad
- Khamyab

Districtes de Jowzjan.

- Khaniqa - anteriorment part del Districte d'Aqcha
- Khwaja Du Koh
- Mardyan
- Mingajik
- Qarqin
- Qush Tepa - anteriorment part del Districte de Darzab
- Shibirghan

#### Província de Samangan
- Aybak

Districtes de Samangan.

- Dara-jo-Sufi Balla - part de l'anterior Districte de Dara-I-Suf
- Dara-jo-Sufi Payan - part de l'anterior Districte de Dara-I-Suf
- Feroz Nakhchir - anteriorment part del Districte de Khulmi
- Hazrati Sultan
- Khuram Wa Sarbagh
- Ruyi Du Ab

#### Província de Sar-e Pol
- Balkhab

Districtes de Sar-e Pol.

- Gosfandi - anteriorment part del Districte de Sayyad
- Kohistanat
- Sangcharak
- Sar-e Pul
- Sayyad
- Sozma Qala

## Afganistan central

### Afganistan central

#### Província de Bamiyan
- Bamyan

Districtes de Bamyan.

- Kahmard - canviat de la Província de Baghlan
- Panjab
- Sayghan - anteriorment part del Districte de Kahmard; canviat de la Província de Baghlan
- Shibar
- Waras
- Yakawlang

#### Província de Kabul
- Bagrami
- Chahar Asyab
- Deh Sabz

Districtes de Kabul.

- Farza - anteriorment part del Districte de Mir Bacha Kot
- Guldara
- Istalif
- Kabul
- Kalakan
- Caqui Jabbar
- Mir Bacha Kot
- Mussahi
- Paghman
- Qarabagh
- Shakardara
- Surobi

#### Província de Kapisa
- Alasay

Districtes de Kapisa.

- Hesa Awal Kohistan - part de l'anterior Districte de Kohistan
- Hesa Duwum Kohistan - part de l'anterior Districte de Kohistan
- Koh Banda
- Mahmud Raqi
- Nijrab
- Tagab

#### Província de Lowgar

Districtes de Logar.

- Azra - canviat de la Província de Paktia
- Baraki Barak
- Charkh
- Kharwar - anteriorment part del Districte de Charkh
- Khoshi
- Mohammad Agha
- Puli Alam

#### Província de Panjshir

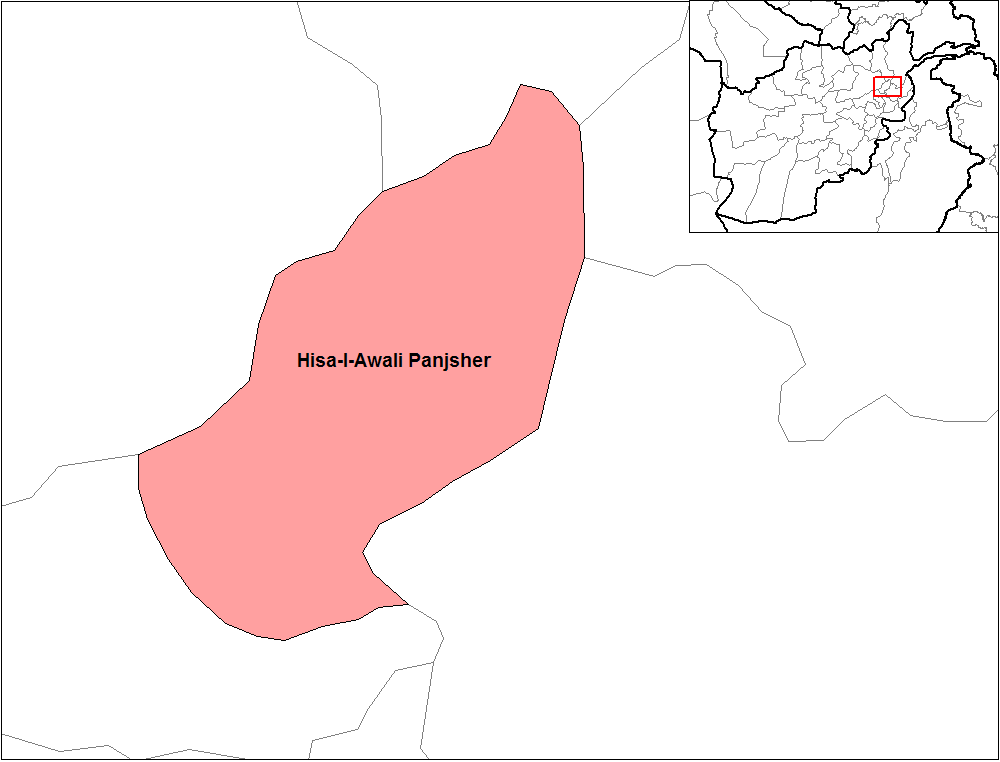
Districte de Panjshir.

- Anaba - part de l'anterior Districte de Panjsher
- Bazarak - part de l'anterior Districte de Panjsher
- Darah - part de l'anterior Districte de Hisa Duwum Panjsher
- Khenj - part de l'anterior Districte de Hisa Duwum Panjsher
- Paryan - part de l'anterior Districte de Hisa Duwum Panjsher
- Rokha - creat a partir de l'anterior Districte de Hisa Duwum Panjsher i del de Panjsher
- Shotul - part de l'anterior Districte de Panjsher

#### Província de Parwan
- Bagram
- Chaharikar
- Ghorband
- Jabal Saraj
- Kohi Safi
- Salang

Districtes de Parwan.

- Sayed Khel - anteriorment part del Districte de Jabul Saraj
- Shekh Ali
- Shinwari
- Surkhi Parsa

#### Província de Wardak
- Chaki
- Dia Mirdad
- Hisa-Jo-Awali Bihsud

Districtes de Wardak.

- Jaghatu - canviat de la Província de Ghazni
- Jalrez
- Markazi Bihsud
- Maydan Shahr
- Nirkh
- Saydabad

### Afganistan oriental

#### Província de Kunar
- Asadabad
- Bar Kunar
- Chapa Dara
- Chawkay
- Dangam
- Dara-jo-Pech

Districtes de Kunar.

- Ghaziabad - anteriorment part del Districte de Nurgal
- Khas Kunar
- Marawara
- Narang Wa Badil
- Nari
- Nurgal
- Shaygal Wa Shiltan - anteriorment part del Districte de Chapa Dara
- Sirkanay
- Wata Pur - anteriorment part del Districte d'Asadabad
- Shultan - anteriorment part del Districte de Shaygl

#### Província de Laghman
- Alingar
- Alishing

Districtes de Laghman.

- Baad Pakh - anteriorment part del Districte de Mihtarlam
- Dawlat Shah
- Mihtarlam
- Qarghayi

#### Província de Nangarhar
- Achin
- Bati Kot

Districtes de Nangarhar.

- Behsud - anteriorment part del Districte de Jalalabad
- Chaparhar
- Dara-jo-Nur
- Dih Bala
- Dur Baba
- Goshta
- Hisarak
- Jalalabad
- Kama
- Khogyani
- Kot - anteriorment part del Districte de Rodat
- Kuz Kunar
- Lal Pur
- Muhmand Dara
- Nazyan
- Pachir Wa Agam
- Rodat
- Sherzad
- Shinwar
- Surkh Rod
- Haska Meyna

#### Nuristan
- Bargi Matal

Districtes de Nuristan.

- Du Ab - creat a partir del Districte de Nuristan i de Mandol
- Kamdesh
- Mandol
- Nurgaram - creat a partir del Districte de Nuristan i de Wama
- Parun - anteriorment part del Districte de Wama
- Wama
- Waygal

### Afganistan occidental

#### Badghis

Districtes de Badghis.

- Ab Kamari
- Ghormach
- Jawand
- Muqur
- Bala Murghab
- Qadis
- Qala-Jo-Naw

#### Província de Farah

Districtes de Farah.

- Anar Dara
- Bakwa
- Bala Buluk
- Farah
- Gulistan
- Caqui Safed
- Lash wa Juwayn
- Pur Chaman
- Pusht Rod
- Qala i Kah
- Shib Koh

#### Província de Ghur
- Chaghcharan (Ferozkoh)
- Marghab Districte - anteriorment part de ferozkoh.
- Charsada
- Dawlat Yar
- Du Layna Districte
- Lal Wa Sarjangal
- Pasaband
- Saghar
- Shahrak
- Taywara
- Tulak

#### Província d'Herat

Districtes de Herat.

- Adraskan
- Chishti Sharif
- Farsi
- Ghoryan
- Gulran
- Guzara
- Hirat
- Injil
- Karukh
- Kohsan
- Kushk
- Kushki Kuhna
- Obe
- Pashtun Zarghun
- Shindand
- Zinda Gen
- Turghandi [citation Necessitat]
- Islam Qala

## Sud de l'Afganistan

### Sud-est de l'Afganistan

#### Província de Ghazni
- Ab Banda
- Ajristan
- Andar
- Dih Yak
- Gelan
- Ghazni Ciutat
- Giro
- Jaghatū Districte
- Jaghuri

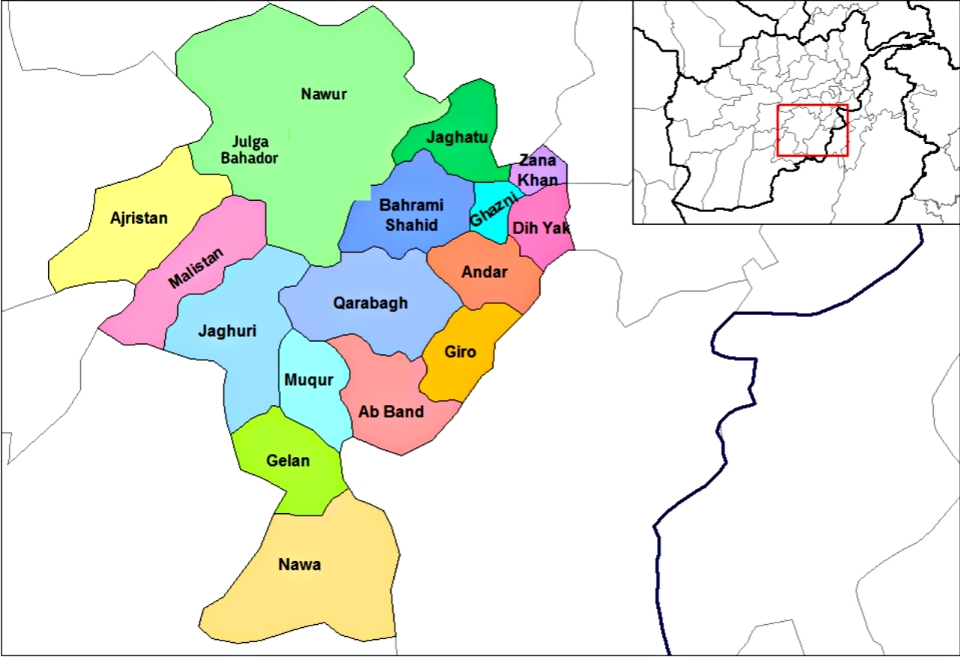
Districtes de Ghazni.

- Khugiani - creat a partir del Districte de Waeez Shahid i del de Ghazni
- Khwaja Umari - anteriorment part del Districte de Waeez Shahid
- Malistan
- Muqur
- Nawa
- Nawur
- Qarabagh
- Rashidan - anteriorment part del Districte de Waeez Shahid
- Waghaz - anteriorment part del Districte de Muqur
- Zana Khan

#### Província de Khost
- Bak
- Gurbuz
- Jaji Maydan
- Khost (Matun)
- Mandozai
- Musa Khel
- Nadir Shah Kot
- Qalandar
- Sabari

Districtes de Khost.

- Shamal - canviat de la Província de Paktia
- Spera
- Tani
- Tere Zayi

#### Província de Paktia

Districtes de Paktia.

- Ahmad Aba - anteriorment part del Districte de Said Karam
- Ahmadkhel
- Dand Aw Patan
- Gardez
- Janikhel
- Said Karam
- Shwak
- Tsamkani
- Zadran
- Zazi
- Zurmat

#### Província de Paktika
- Barmal
- Dila
- Gayan
- Gomal

Districtes de Paktika.

- Janikhel - anteriorment part del Districte de Khairkot
- Khairkot

- Mata Khan
- Nika
- Omna
- Sar Hawza
- Surobi
- Sharan
- Terwa - anteriorment part del Districte de Wazakhwa
- Urgun
- Wazakhwa
- Wor Mamay
- Yahya Khel - anteriorment part del Districte de Khairkot
- Yusufkhel - anteriorment part del Districte de Khairkot
- Ziruk

### Sud-oest de l'Afganistan

#### Província de Daykundi

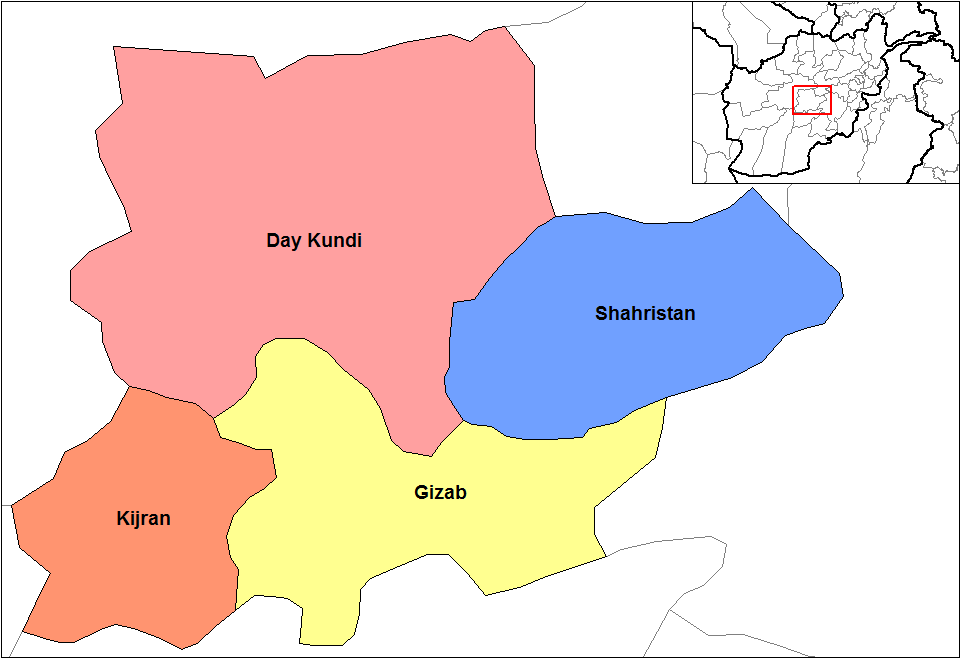
Districtes de Daykundi.

- Ishtarlay - part de l'anterior Districte de Daykundi; canviat de la Província d'Uruzgan
- Kajran - canviat de la Província d'Uruzgan
- Khadir - part de l'anterior Districte de Daykundi ; canviat de la Província d'Uruzgan
- Kiti - anteriorment part del Districte de Kajran; canviat de la Província d'Uruzgan
- Miramor - anteriorment part del Districte de Sharistan ; canviat de la Província d'Uruzgan
- Nili - part de l'anterior Districte de Daykundi; canviat de la Província d'Uruzgan
- Sangtakht - part de l'anterior Districte de Daykundi; canviat de la Província d'Uruzgan
- Shahristan - canviat de la Província d'Uruzgan

#### Província de Helmand
- Baghran
- Dishu
- Garmsir
- Grishk
- Kajaki
- Khanashin
- Lashkargah

Districtes de Helmand.

- Majrah - anteriorment part del Districte de Nad Ali
- Musa Qala
- Nad Ali
- Nawa-Jo-Barakzayi
- Nawzad
- Sangin
- Washir

#### Província de Kandahar
- Arghandab
- Dand
- Arghistan
- Daman
- Ghorak
- Kandahar
- Khakrez
- Maruf
- Maywand

Districtes de Kandahar.

- Miyan Nasheen - anteriorment part del Districte de Shah Wali Kot
- Naish - canviat de la Província d'Oruzgan
- Panjwaye
- Reg
- Shah Wali Kot
- Shorabak
- Espín Boldak
- Zhari - creat a partir del Districte de Maywand i del de Panjwaye

#### Província de Nimruz

Districtes de Nimruz.

- Chahar Burjak
- Chakhansur
- Kang
- Khash Rod
- Zaranj

#### Província d'Oruzgan

Districtes d'Oūzgān.

- Chora
- Deh Rawood
- Gizab
- Khas Uruzgan
- Shahidi Hassas
- Tarinkot

#### Província de Zabul
- Argahandab
- Atghar
- Daychopan

Districtes de Zabūl.

- Kakar - anteriorment part del Districte de Argahandab
- Mezana
- Naw Bahar - creat a partir del Districte de Shamulzuyi i del de Shinkay a la Província de Zabul
- Qalat (tècnicament només un municipi, no és un districte)
- Shah Joy
- Shamulzayi
- Shinkay
- Tarnak Wa Jaldak